# بلاگودارنوی
بلاگودارنوی (به ارمنی: Բլագոդարնոյե) یک روستا در ارمنستان است که در استان لوری واقع شده‌است. بلاگودارنوی در ۴۵ کیلومتری شمال غرب وانادزور، مرکز استان لوری واقع شده‌است.

## خصوصیات
بلاگودارنوی ۲۴۳ نفر جمعیت دارد و در ارتفاع ۱۶۱۵ متر بالاتر از سطح دریا قرار گرفته‌است.
| سال   | ۱۹۲۶ | ۱۹۳۹ | ۱۹۵۹ | ۱۹۷۰ | ۱۹۷۹ | ۲۰۰۱ | ۲۰۰۴ |
| جمعیت | ۳۱۷  | ۲۷۱  | ۲۵۷  | ۲۶۶  | ۳۲۸  | ۲۴۳  | ۲۵۶  |

## نگارخانه

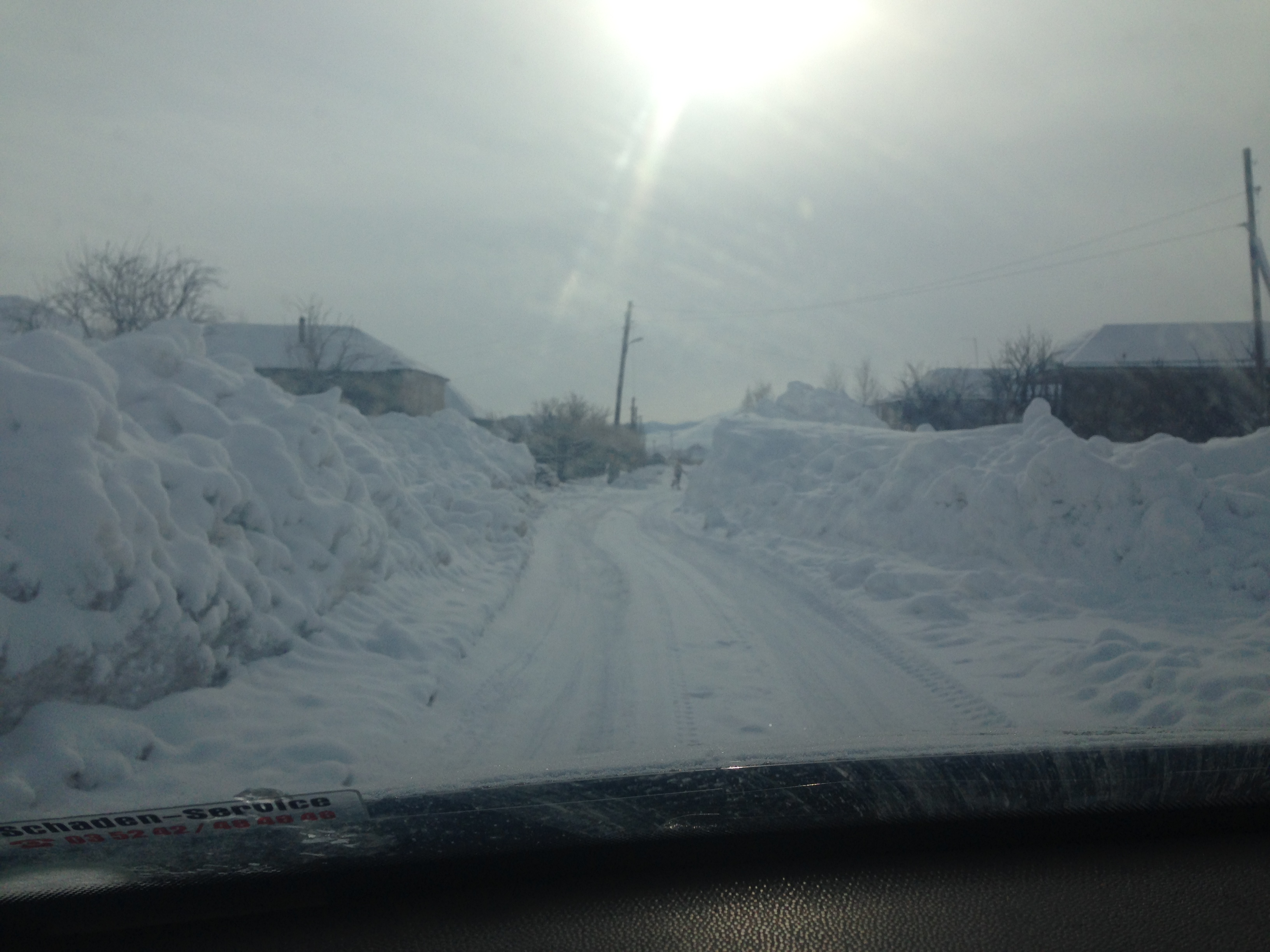
زمستان روستای بلاگودارنوی
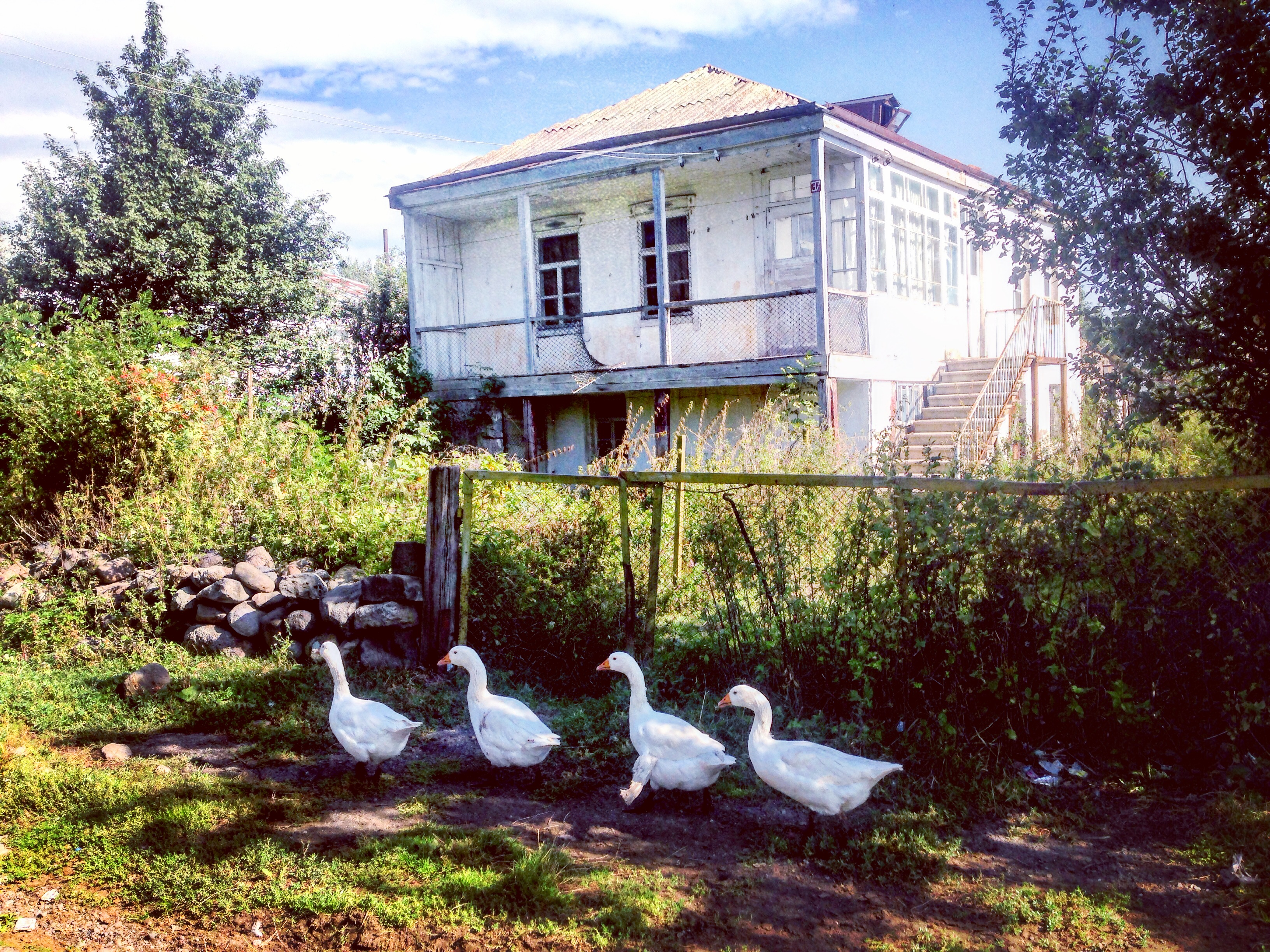
تابستان روستای بلاگودارنوی